# Bagrus
Bagrus là một chi cá da trơn trong họ Bagridae, chủ yếu phân bố tại châu Phi, với 1 loài (Bagrus tucumanus) tại Nam Mỹ.

## Các loài
Hiện tại người ta ghi nhận 11 loài thuộc chi này:
- Bagrus bajad (Forsskål, 1775)
- Bagrus caeruleus T. R. Roberts & D. J. Stewart, 1976
- Bagrus degeni Boulenger, 1906
- Bagrus docmak (Forsskål, 1775) (Semutundu)
- Bagrus filamentosus Pellegrin, 1924
- Bagrus lubosicus Lönnberg, 1924
- Bagrus meridionalis Günther, 1894
- Bagrus orientalis Boulenger, 1902
- Bagrus tucumanus Burmeister, 1861
- Bagrus ubangensis Boulenger, 1902
- Bagrus urostigma Vinciguerra, 1895